# Kouh-Est
Kouh-Est là một tỉnh của Chad ở vùng Logone Oriental, một vùng của Chad với thủ phủ là Bodo.

## Hành chính
Tỉnh gồm 3 phó tỉnh (sous-préfectures):
- Bédjo
- Béli
- Bodo